# Club Mariscal Nieto

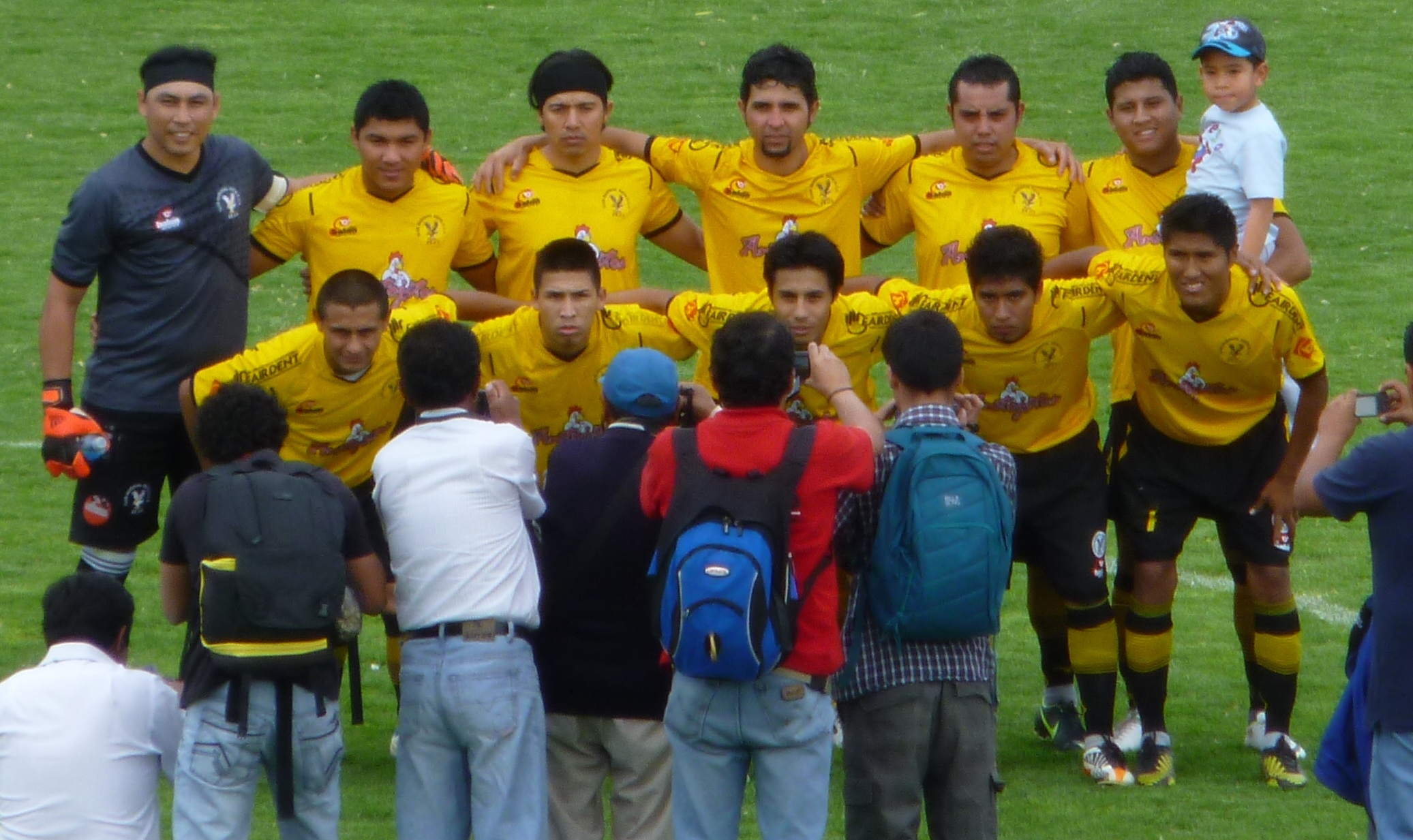
Plantilla de Mariscal Nieto en 2014

El Mariscal Nieto es un club de fútbol de la ciudad de Ilo, departamento de Moquegua, Perú. Fue fundado en 1966 y juega en la Copa Perú.

## Historia
El Club Mariscal Nieto RCu fue fundado el 15 de mayo de 1966 en la ciudad de Ilo por Ricardo Rodríguez y es uno de los clubes más populares y tradicionales de Moquegua.
En el año 1984 logró el título del Campeonato Departamental de Moquegua y clasificó a la Etapa Regional de la Copa Perú 1985 donde obtuvo un cupo a Intermedia 1985. Allí participó de la Zona Sur donde logró ubicarse entre los tres primeros y clasificar al Campeonato Descentralizado 1986. Tras perder la categoría en ese torneo retornó a Primera División para el Descentralizado 1991 donde se recortó el número de equipos al desaparecer el sistema de Campeonatos Regionales. Participó en el Torneo Zonal 1992 pero no clasificó a la liguilla final por lo que volvió nuevamente a la Copa Perú.
En los últimos años, empezó a ganarse nuevamente respeto competitivo al conseguir los Campeonatos Departamentales de Moquegua del 2001 y 2002, sin contar la cantidad de títulos provinciales que posee. En 2012 No logró pasar la etapa distrital en la cual fue campeón el Social Episa.
Clasificó a la Etapa Nacional de la Copa Perú 2016 donde fue eliminado en primera fase tras un empate en la última fecha por 3-3 ante Coronel Bolognesi y acabó en el puesto 31 de la tabla nacional.
En 2022, se clasificó a la Etapa Nacional de la Copa Perú 2022 que fue eliminado contra Universitario UNAP 1-0 en la última fecha de la Etapa Nacional, quedando en el puesto 42 de la tabla nacional.

## Uniforme
- Uniforme titular: Camiseta color amarillo, pantalón negro, medias negras.
- Uniforme alternativo: Camiseta negra, pantalón negro, medias negras.

## Estadio
El estadio Mariscal nieto es un recinto deportivo para la práctica del fútbol ubicado en la ciudad peruana de Ilo. Tiene capacidad para albergar 3,000 espectadores. Ubicado en la Urbanización Ilo, cuenta con una cancha con medida regular y pista atlética.
En 2019 fue sede de la feria gastronómica "Perú, mucho gusto".

## Datos del club
- Temporadas en Primera División:  2 (1986, 1991)
- Temporadas en Segunda División:  0
- Mayor goleada conseguida:
  - En campeonatos nacionales de local:
  - En campeonatos nacionales de visita:
- Mayor goleada recibida:
  - En campeonatos nacionales de local:
  - En campeonatos nacionales de visita:1 Sportivo Huracán 8:0 Mariscal Nieto (12 de octubre del 2014).

## Palmarés

### Torneos regionales
| Competición regional                 | Títulos                                                                       | Subcampeonatos          |
| ------------------------------------ | ----------------------------------------------------------------------------- | ----------------------- |
| Liga Departamental de Moquegua (8/4) | 1980, 1984, 1987, 1989, 1994, 2001, 2002, 2014.                               | 2004, 2009, 2016, 2022. |
| Liga Provincial de Ilo (8/4)         | 2002, 2004, 2010, 2014, 2016, 2018, 2019, 2022.                               | 2009, 2013, 2017, 2023. |
| Liga Distrital de Ilo (13/1)         | 1979, 1980, 1984, 2001, 2009, 2010, 2013, 2014, 2016, 2017, 2018, 2022, 2023. | 2019.                   |